# نادي الأخضر
نادي الأخضر الرياضي ناد كرة قدم ليبي، تأسس في العام 1958 في البيضاء رابع كبرى مدن ليبيا. يلعب في الدوري الليبي الممتاز.

## تاريخ
يعد النادي الأخضر من أوائل الاندية التي تأسست في المنطقة الشرقية من  ليبيا حيث تأسس فعلياً عام 1958 ولكن طرحت بوادر الإنشاء وبدأت في سنة 1949 ونظراً لظروف ليبيا السياسية والتقلابات الحاصلة فتأجل تأسيس النادي إلى عام 1957 ليولد نادي عظيم سمي على المدينة ليصبح شامخاً مثل الجبال فكان نادي البيضاء أولى تسمياته لتتغير بعد سقوط النظام الملكي ويصبح النادي الأخضر وهي صورة النادي حالياً.

فكرة إنشاء نادي رياضي لشباب المنطقة راودت مجموعة من الشباب تدفعهم الرغبة الأكيدة في الاستفادة من وقت الفراغ ولإنشاء ملتقى يلتقون فيه ويتدارسون خلاله مشاكلهم وكيف يقدمون خدمات لأنفسهم وللمجتمع.. ويحدثنا أحد رواد مجلس  الإدارات السابقة بالنادي  عن أنشطة شباب المدينة قبل  تأسيس النادي وذلك خلال السنوات 1947 و 1950 أن النشاط الممارس كان في التمثيل والرحلات.

وقد قامت مجموعة التمثيل بعرض مسرحية (هارون الرشيد) و(أشعب) وتم إحياء أول حفل بمدينة سوسة. ومثل أي نادي آخر في ليبيا يخبرنا بعض المؤسسين أن البداية كانت في كوخ من الصفيح، مجهود ذاتي وبسيط.. ورغم قلة الإمكانيات وبساطتها إلا أن جهود المخلصين استطاعت أن تجعل الفكرة تسير نحو مبدأ التطبيق الفعلي، وبدأ صراع مرير مع الروتين تم الحصول على رخصة من الجهات المختصة. 

أطلق عليه اسم : (نادي البيضاء الرياضي الثقافي الاجتماعي) وبدأ النادي يمارس  نشاطاته ويقدم الخدمات في حيز بسيط حول منتسبيه في بادئ الأمر، ثم اتسعت رقعة الخدمات حتى  تم له تقديم خدمات للبيئة المحيطة به والمجتمع، واعتمد في الاتحادات الرياضية رسمياً في العام 1961 / 1962 م وبذلك بالاشتراك في المسابقات المختلفة والتي تشرف عليها تلك الاتحادات. 

وبعد إجراء العديد من المقابلات مع الرواد المؤسسين والرياضيين القدامى  والذين لا زالوا على قيد الحياة تحصلنا على العديد من الأسماء التي كان لها شرف السير بهذه المؤسسة منذ تأسيسها وهم : محمد بشير  الهوني، موسى محمد العوامي، أبوبكر عريف، سالم محمد بناني، المهدي عبد القادر بوحورية، عبد الله محمد بوشبيرقة، سالم ادغيم، فرج الطقطوق، صالح بوبكر الحمر، عبد الرازق عوض بوحليمة، رجب أحمد بيانكو، عبد الحفيظ العريضة، محمد الطالب، علي عبد الرحمن العلواني، جبريل عبد الله خريط، المصراتي العلمي، علي بالقاسم الغرياني، صالح عبد القادر بوحورية، عبد العليم التومي، عياد بالروين، محمد سكتة، فتحي علي بوغزيل، محمد بالقاسم الغرياني، فرج الطيف المسماري، عمر عيسى المسماري، عمر بوغندورة، خير الله الحاسية، عثمان عريف ازنين، عبد الخالق عوض بوحليمة، حسن عصمان بيالاكس، بالحسن العريضة، السنوسي حويل، صالح الطقطوق، محمد آدم الجياش سعيد فضيل المسماري، أبراهيم عمر هزاوي، أحمد عوض عبد الرازق، أحمد علي لحيمر، عمر عبد الكريم العواني، فرج القدافي، رمضان عبد الله كروش، طاهر عبد الحميد، محمد بشير الدرسي، سليم بوبكر المسلاتي، فرج علي اخفير، عبد الجواد بودوارة، محمد أحمد بوغزيل،  موسى وهاب أدهيم، المبروك سعيد العوكلي، عدنان علي عصمان، حسن جملي عريف، محمد أزمارة، عطية بوغرسة، عزالدين بالروين، علي جليد، بشير أمبارك، عبد الله بوسلوم، وغيرهم كثيرون.

## قائمة اللاعبين الفريق الحالي
ملاحظة: تشير الأعلام إلى المنتخب الوطني على النحو المحدد في قواعد الأهلية للفيفا. قد يحمل اللاعبون أكثر من جنسية واحدة غير تابعة للفيفا.
| الرقم | البلد   | المركز | اللاعب             |
| ----- | ------- | ------ | ------------------ |
| 1     | ليبيا   | حارس   | مفتاح الكوري       |
| 2     | ليبيا   | مدافع  | حسن عباس           |
| 4     | ليبيا   | مدافع  | وجدي سعيد          |
| 5     | ليبيا   | مدافع  | ميدي البرعصي       |
| 6     | ليبيا   | وسط    | يونس الحجازي       |
| 7     | ليبيا   | وسط    | محمد الشامخ        |
| 8     | ليبيا   | وسط    | حسن الحاسي         |
| 9     | ليبيا   | مهاجم  | محمد جادالله       |
| 10    | ليبيا   | مهاجم  | سالم المسلاتي      |
| 11    | ليبيا   | مهاجم  | عامر التاورغي      |
| 13    | ليبيا   | حارس   | رضوان توفيق        |
| 14    | تونس    | مدافع  | بهاء الدين السلامي |
| 15    | ليبيا   | مدافع  | عبدالله اجديدو     |
| 16    | ليبيا   | وسط    | محمد الكيستا       |
| 17    | نيجيريا | وسط    | ايديم ايسيان       |
| 18    | ليبيا   | وسط    | صهيب بن سليمان     |
| 19    | ليبيا   | مهاجم  | طلحة رزق           |
| 20    | ليبيا   | مدافع  | محمد ابوسته        |
| 21    | بنين    | مهاجم  | جاك بيسان          |
| 23    | ليبيا   | حارس   | جمال سلطان         |
| 24    | ليبيا   | مدافع  | علاء الفوني        |
| 26    | المغرب  | وسط    | خالد الصروخ        |
| 27    | ليبيا   | مدافع  | انس الورفلي        |
| 28    | ليبيا   | مدافع  | مصطفى حمزه         |
| 30    | أنغولا  | مهاجم  | اري بابيل          |

## المنشئات الرياضية

### الملعب
ملعب الوثيقة الخضراء بمدينة البيضاء، طوله 190 مترا وعرضه 90 مترا، تاريخ بناءه يرجع للستينات وتم بناءه عن طريق شركة اجنبية كورية الاصل، تتسع مدرجاته لحوالي 10،000 آلاف مشجع.

هذا الملعب يملك تاريخ كبير وقد استظاف العديد من الدريبيات الكبيرة في ليبيا، وفي تاريخ الملعب لم يقم أي حكم اجنبي بإدارة مباراة على ارضيته سوى في موسم 2006-2007 حينما التقى فريقا الأخضر والنصر بإدارة طاقم تحكيم تونسي في نصف نهائي كاس ليبيا وانتهى اللقاء متعادلا وتاهل الأخضر للنهائي الذي لعبه مع الاتحاد في طرابلس. ملعب الوثيقة الخضراء وأول مباراة دولية لعبت على ملعب الوثيقة الخضراء كانت ضمن بطولة المغرب العربي الدولية للمنتجين وجمعت بين منتخبي ليبيا والمغرب.